# 潘璋
潘璋（2世纪—234年），字文珪，兗州東郡發干縣（今山東省聊城市冠縣東）人，三國時期孫權麾下將領；是江東十二虎臣之一。潘璋在逍遙津之戰、追擒關羽、麥城之戰、夷陵之戰、江陵防衛戰中多次立下戰功。

## 生平

### 勇猛果敢
潘璋年輕時家貧，建安元年（196年），孫權為陽羨長時，開始跟隨孫權左右，孫權十分喜歡他，使他召募軍士，得到百多人，便任他為將。後討伐山賊有功，任為別部司馬。後擔任吳郡大市刺奸（執法官員），盜賊不敢再來，於是名聲開始為人所知，遷為豫章西安長。當時劉表管理荊州，百姓數次被賊人侵犯，但當潘璋在郡任事，賊人都不敢入境。後建昌縣為賊擾亂，潘璋轉領建昌，加武猛校尉，管治不善的人，一個月已平定所有亂事，聚起散民，得到八百人，率他們回建業。 

### 斬兵穩軍
建安二十年（215年），孫權攻打荊南，呂蒙率領孫皎、潘璋與魯肅合兵並進，於益陽與關羽對峙。最後劉備將荊州與孫權平分才平息事件。同年，孫權進攻合肥，張遼、李典突擊軍營，眾將沒有防備，陳武戰死，宋謙、徐盛都負傷逃走，潘璋在後，馳馬追上，在馬上斬殺宋謙、徐盛軍中的二個逃兵，士兵見此，都回頭再戰。雖然最後都要撤退，但孫權仍十分讚許他，拜為偏將軍，領有百校，屯於半州。

### 展威抗蜀
建安二十四年（219年），孫權再次出征荊州，潘璋與朱然截斷守將關羽後路，於臨沮至夾石間，遇上關軍，潘璋部下司馬馬忠擒獲關羽、关羽子關平及都督趙累等。孫權便分宜都郡下辖巫县、秭歸二縣為固陵郡，拜潘璋為太守、振威將軍，封溧陽侯。
甘寧逝世後，潘璋又受命合併甘寧軍。劉備東征至夷陵，潘璋與陸遜、朱然等合力抵抗，潘璋部下斬殺敵將馮習等人，殺傷許多敵軍，潘璋後被拜為平北將軍、襄陽太守（遥领）。

### 火燒浮橋
黃武二年（223年），魏將曹真、夏侯尚等圍攻南郡的朱然，夏侯尚分前軍三萬人造浮橋，渡過百里洲上，諸葛瑾、楊粲合兵前往解救，但未知敵情，未能解救，只有潘璋所部未跟魏军交战，而魏軍每日都有士兵渡河。潘璋認為：「魏勢始盛，江水又淺，未可與戰。（魏軍開始時氣勢強盛，江水又淺，還不是時候與他們決戰。）」便率軍到魏軍上流五十里，割下數百萬束蘆葦，縛成大筏，准备点燃后順河水而下，燒毀浮橋。筏刚做完，曹丕便因董昭警告而命夏侯尚撤出，諸葛瑾又攻浮桥，曹真等曹军便撤退回主陣，潘璋遂到陸口防備。
黃武六年（227年），孫權親自率軍在石陽迎擊魏軍，吴軍大勝，準備回師，以潘璋為斷後。不過，在夜中發生亂事，敵人追擊潘璋，潘璋不能抵擋，幸而朱然解救。229年，孫權登基為皇帝，拜為右將軍。234年逝世。

## 特徵
潘璋為人極為粗猛陰險，禁令嚴肅，好建功立業，率領的兵馬不過數千，但戰鬥時卻如萬人。每當戰爭結束，便會設立軍市，其他軍隊沒有的，都會來潘璋軍求取。但他性格愛賭博、游蕩、嗜酒，早年貧窮，喜歡賒賬，當債主臨門時，常說而後富貴時必定相還。後成為將軍，生活又過於奢侈，老了後更嚴重，所用的、所穿的都有僭越之嫌。甚至曾數次殺死富裕的吏士、軍兵，奪取其財物，不遵守法律。監司曾多次奏給孫權知，但孫權珍惜其功勞，而不過問。

## 家庭

### 妻
- 潘璋死後仍居於建業，受賜田宅，有食客五十家。

### 子
- 潘平，因個性無賴而徙至會稽。

## 評價
- 陳壽《三國志》評曰：「凡此諸將，皆江表之虎臣，孫氏之所厚待也。以潘璋之不脩，權能忘過記功，其保據東南，宜哉！陳表將家支庶，而與冑子名人比翼齊衡，拔萃出類，不亦美乎！」
- 陆机：“韩当、潘璋、黄盖、蒋钦、周泰之属宣其力。”
- 章如愚：“如程普、黄盖、甘宁、徐盛、潘璋、朱然、朱桓、贺齐、凌统、全琮、吕范，皆智足以御众，勇足以却敌，未有不为守令之职者。”
- 解缙：“吴潘璋性奢泰，未年弥甚。”

## 民間藝術

### 三國演義
因潘璋擒獲關羽，小說《三國演義》虛構他奪取了青龍偃月刀，並在夷陵之戰被為父報仇的關興所殺。

### 戲曲
中國傳統戲劇中，潘璋的臉譜為勾紫色三塊瓦臉，紫色為表達其血性忠貞，而個性較為肅穆，出場劇目有《走麥城》。

### 影视形象
- 1994年电视剧《三国演义》：黑永宽、孙启成饰演潘璋
- 2004年电视剧《武圣关公》：翟刚全饰演潘璋
- 2010年电视剧《三国》：韩鑫饰演潘璋
- 2021年網路電影《青龍偃月刀》：晉松飾演潘璋

### 漫畫
- 《蒼天航路》（王欣太）
- 《火鳳燎原》（陳某）:設定為山家麾下刺客及傭兵組織「敗將」之成員老四，奉老大劉大之命與徐盛追隨孫權，曾脅迫喬老爺歸順孫策。

## 延伸阅读
[在维基数据编辑]
 《三國志·卷55》，出自陳壽《三國志》